# Peking Chung-teng
Peking Chung-teng (čínsky pchin-jinem Beijing Hongdeng, znaky zjednodušené 北京宏登) byl čínský profesionální fotbalový klub, který sídlil v Pekingu. Založen byl v roce 1997 pod názvem Peking Lung-li. Zanikl v roce 2010 po fúzi s Pekingem Pa-si. Klubové barvy byly červená a bílá. V čínské druhé nejvyšší fotbalové soutěži klub působil celkem čtyři ročníky (sezóny 2006–2009).
Své domácí zápasy odehrával na stadionu Š'-ťing-šan s kapacitou 20 000 diváků.
Plný název klubu byl Fotbalový klub Peking Chung-teng (čínsky v českém přepisu Peking Chung-teng cu-čchiou ťü-le-pu, pchin-jinem Beijing Hongdeng zúqiú jùlèbù, znaky zjednodušené 北京宏登足球俱樂部)

## Historické názvy
- 1997 – Peking Lung-li (Peking Lung-li cu-čchiou ťü-le-pu)
- 2003 – Peking Chung-teng (Peking Chung-teng cu-čchiou ťü-le-pu)
- 2008 – Peking Jen-ťie-šeng (Peking Jen-ťie-šeng cu-čchiou ťü-le-pu)
- 2010 – fúze s Peking Pa-si ⇒ zánik

## Umístění v jednotlivých sezonách
Stručný přehled
Zdroj:
- 2003: Chinese Yi League North
- 2004–2005: China League Two North
- 2006–2009: China League One

Jednotlivé ročníky
Zdroj:
Legenda: Z - zápasy, V - výhry, R - remízy, P - porážky, VG - vstřelené góly, OG - obdržené góly, +/- - rozdíl skóre, B - body, červené podbarvení - sestup, zelené podbarvení - postup, fialové podbarvení - reorganizace, změna skupiny či soutěže
| Čínská lidová republika (2003 – 2009) |                         |        |    |    |    |    |    |    |     |    |        |
| Sezóny                                | Liga                    | Úroveň | Z  | V  | R  | P  | VG | OG | +/- | B  | Pozice |
| 2003                                  | Chinese Yi League North | 3      | 10 | 4  | 4  | 2  | 11 | 6  | +5  | 16 | 3.     |
| 2004                                  | China League Two North  | 3      | 18 | 10 | 3  | 5  | 28 | 16 | +12 | 33 | 2.     |
| 2005                                  | China League Two North  | 3      | 14 | 6  | 4  | 4  | 20 | 14 | +6  | 22 | 3.     |
| 2006                                  | China League One        | 2      | 24 | 4  | 7  | 13 | 18 | 40 | -22 | 19 | 12.    |
| 2007                                  | China League One        | 2      | 24 | 6  | 6  | 12 | 22 | 30 | -8  | 24 | 11.    |
| 2008                                  | China League One        | 2      | 24 | 5  | 11 | 8  | 24 | 24 | 0   | 26 | 12.    |
| 2009                                  | China League One        | 2      | 24 | 5  | 7  | 12 | 26 | 36 | -10 | 22 | 11.    |